# عبرنة أسماء الأماكن الفلسطينية

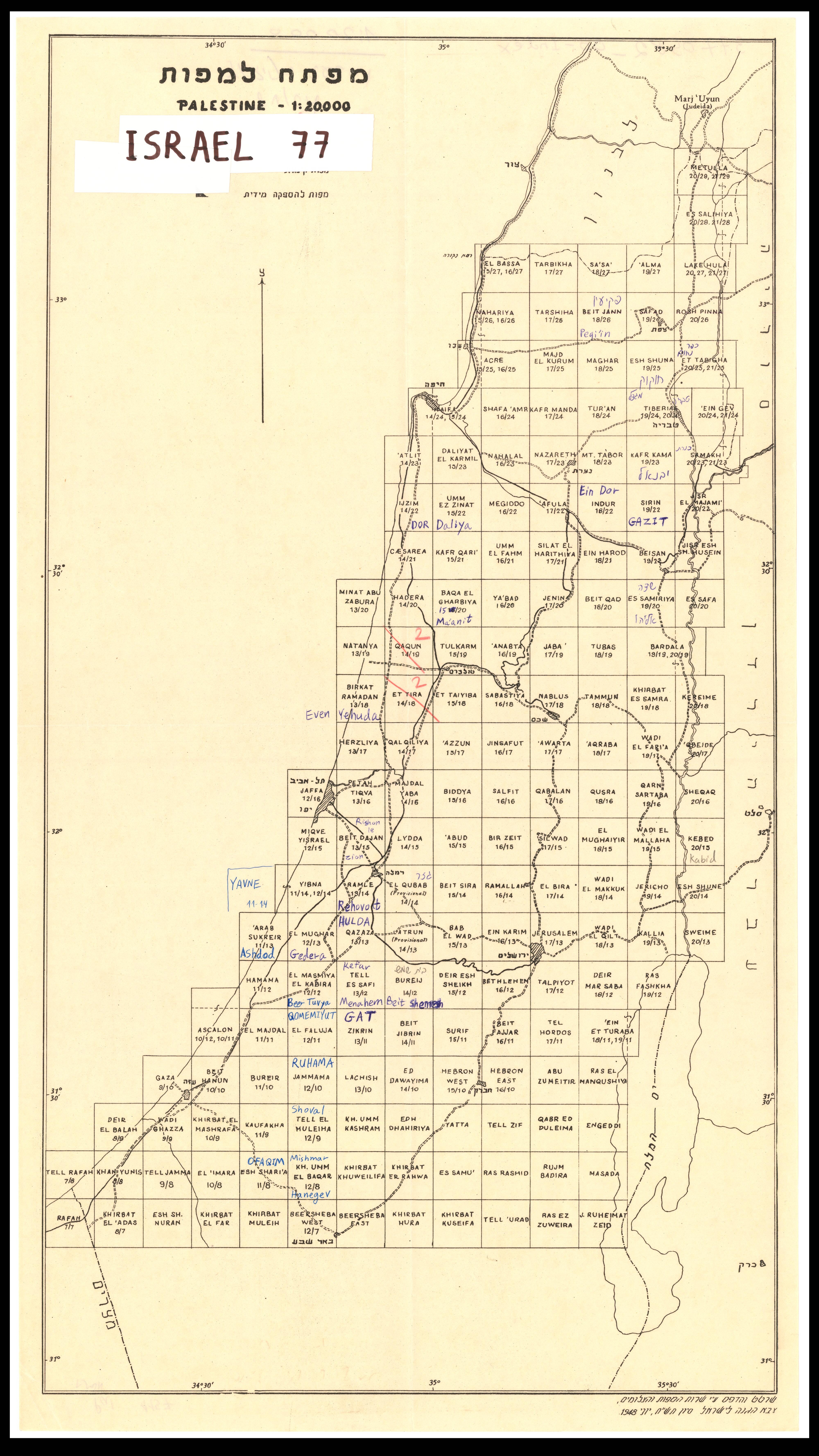
عام 1948 فهرس 1: 20000 من خرائط مسح فلسطين، مع كتابة معاصرة لعدد من أسماء الأماكن

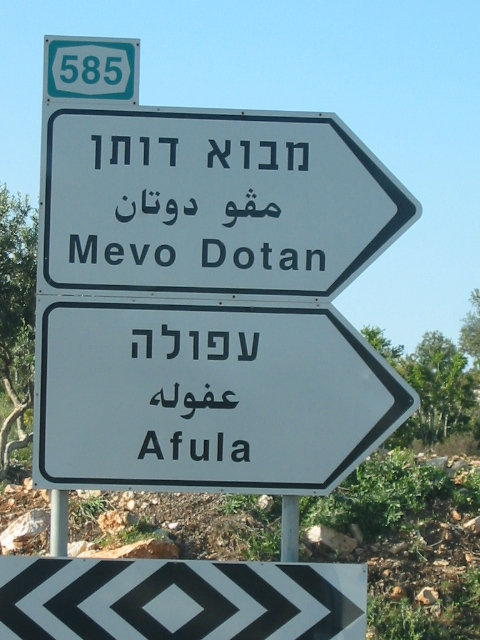
لافتات الشوارع لميفو دوتان والعفولة. كانت العفولة بلدة فلسطينية باعتها عائلة سرسق إلى الكومنولث الصهيوني الأمريكي في عشرينيات القرن الماضي. يتبع الاسم العبري اللغة العربية، والتي تعني "الفول".

تمت صياغة الأسماء العبرية لأسماء الأماكن في فلسطين عبر فترات مختلفة: تحت الانتداب البريطاني؛ وبعد قيام دولة إسرائيل في أعقاب تهجير الفلسطينيين 1948 ثم حرب 1948. وبعد ذلك في الأراضي الفلسطينية التي احتلتها إسرائيل عام 1967. عام 1992، أحصت دراسة نحو 2780 موقعًا تاريخيًا تم عبرنتها، منها 340 قرية وبلدة، و1000 خربة (أطلال)، و560 وادياً ونهراً، و380 ينبوعًا، و198 جبلًا وتلاً، و50 كهفًا، و28 قلعة وقصرًا، و14 بركةً وبحيرةً. يعتبر الفلسطينيون عبرنة أسماء الأماكن في فلسطين جزءًا من النكبة الفلسطينية.
العديد من أسماء الأماكن في فلسطين هي أشكال مُعربة من أسماء الأماكن العبرية والكنعانية القديمة المستخدمة خلال العصور القديمة. يمكن العثور على العديد من الأسماء الأصلية في الكتاب المقدس العبري والتلمود. تم تناقل معظم هذه الأسماء منذ آلاف السنين على الرغم من أن معانيها لم يفهمها سوى عدد قليل. خلال العصور القديمة الكلاسيكية والمتأخرة، تحولت أسماء الأماكن القديمة إلى الآرامية واليونانية، اللغتين الرئيسيتين اللتين تم التحدث بهما في المنطقة قبل ظهور الإسلام. بعد الفتح الإسلامي لبلاد الشام، تم تبني أشكال مُعرَّبة للأسماء القديمة.
لقد شجعت الحكومة الإسرائيلية على عبرنة أسماء الأماكن، بهدف تقوية ارتباط اليهود، الذين هاجر معظمهم في العقود الأخيرة. كجزء من هذه العملية، تمت استعادة العديد من أسماء الأماكن القديمة التوراتية أو التلمودية. في حالات أخرى، تم إعطاء أسماء عبرية جديدة للمواقع التي تحتوي على أسماء عربية فقط ولا توجد أسماء عبرية قديمة موجودة مسبقًا. في بعض الحالات، تم الحفاظ على اسم المكان العربي الفلسطيني في العبرية الحديثة، على الرغم من وجود تقليد عبراني مختلف فيما يتعلق بالاسم، كما في حالة بانياس، والتي تسمى في الكتابات العبرية الكلاسيكية "پانياس" (Paneas). تشير لافتات التوجيهات البلدية والخرائط التي تنتجها الوكالات الحكومية أحيانًا إلى الاسم العبري التقليدي والاسم العربي التقليدي جنبًا إلى جنب، مثل "نابلس / شكيم" و"سلوان / شيلوح" إلخ. في مناطق معينة من إسرائيل، ولا سيما المدن المختلطة بين اليهود والفلسطينيين، هناك اتجاه متزايد لاستعادة أسماء الشوارع العربية الأصلية التي تم تحويلها إلى العبرية بعد عام 1948.

## التاريخ المبكر
كان كلود كوندر (1848-1910) من صندوق استكشاف فلسطين من أوائل الذين أدركوا أهمية تحليل أسماء الأماكن العربية الحالية من أجل تحديد الاسم العبري الأقدم للموقع. كانت مساهمة كوندر مهمة من حيث أنه لم يستأصل أسماء الأماكن العربية في مسحه لخرائط فلسطين الغربية، لكنه حافظ على أسمائها كما هي، بدلاً من أن ينسب الموقع إلى تعريف مشكوك فيه. يذكر في مذكراته أن التقاليد العبرية والعربية لأسماء الأماكن غالبًا ما تكون متوافقة مع بعضها البعض:
تظل أسماء المدن والقرى القديمة المذكورة في الكتاب المقدس في معظمها دون تغيير تقريبًا. . . حقيقة أن كل اسم تم تسجيله بعناية بحروف عربية جعل من الممكن مقارنته بالعبرية بطريقة علمية. . . عندما يتبين أن اللغتين العبرية والعربية تحتويان على نفس الجذور، ونفس الكلمات الحلقية، وغالبًا ما تحتويان على نفس المعاني، فإن لدينا مقارنة موثوقة حقًا. . . لقد استعدنا الآن أكثر من ثلاثة أرباع أسماء الكتاب المقدس، وبالتالي يمكننا أن نقول بثقة أن طبوغرافيا الكتاب المقدس هي طبوغرافيا حقيقية وفعلية، وهو عمل العبرانيين المطلعين على البلاد.

## أولى جهود العبرنة الحديثة
بدأت جهود العبرنة الحديثة من وقت العليا الأولى عام 1880. في أوائل العشرينيات من القرن الماضي، بدأت حركة شباب هاحالوتس برنامج العبرنة للمستوطنات المنشأة حديثًا في فلسطين الانتدابية. ومع ذلك، تم تطبيق هذه الأسماء فقط على المواقع التي اشتراها الصندوق القومي اليهودي، حيث لم يكن لها أي تأثير على أسماء المواقع الأخرى في فلسطين.
نظرًا لأن علامات الاتجاه كانت تُدرج في كثير من الأحيان باللغة العربية فقط مع ترجماتها الصوتية الإنجليزية (باستثناء الأسماء العبرية المكافئة لها)، حاول المجتمع اليهودي في فلسطين، بقيادة صهاينة بارزين مثل داود يلين، التأثير على عملية التسمية التي بدأتها اللجنة الدائمة للأسماء الجغرافية التابعة للجمعية الجغرافية الملكية، وذلك لجعل التسمية أكثر شمولاً. على الرغم من هذه الجهود، إلا أن المدن والأماكن الجغرافية المعروفة، مثل القدس وأريحا ونابلس والخليل ونهر الأردن وغيرها، حملت أسماء بالعبرية والعربية (على سبيل المثال: القدس / أورشليم / والخليل / هبرون)، ولكن المواقع اليهودية الكلاسيكية الأقل شهرة في العصور القديمة (على سبيل المثال الجيش / غوش حالاف؛ بيسان / بيت شيعان؛ شفا عمرو / شفرعم؛ كفر عنان / كفر حنينة؛ بيت جبرين / بيت جبرين ...وغيرها) كان الاعتراض الرئيسي على إضافة تهجئات إضافية لأسماء المواقع العبرية القديمة هو الخوف من أن يتسبب ذلك في إرباك الخدمة البريدية، عندما يتم إعطاء أسماء معتادة منذ فترة طويلة، وكذلك الاختلاف تمامًا مع الأسماء المسجلة بالفعل على الخرائط. لذلك، سعى المسؤولون البريطانيون إلى ضمان أشكال موحدة لأسماء الأماكن.
أحد العوامل الدافعة وراء قيام أعضاء اليشوف بتطبيق الأسماء العبرية على الأسماء العربية القديمة، على الرغم من محاولات عكس ذلك من قبل لجنة الجمعية الجغرافية الملكية للأسماء، كان اعتقاد الجغرافيين التاريخيين، من اليهود وغير اليهود، بأن العديد من أسماء الأماكن العربية كانت مجرد "فساد" للأسماء العبرية القديمة، (على سبيل المثال خربة شيفات = يودفات؛ خربة تبنة = تمنة؛ لفتا = نفتوح؛ جبل الفريديس = الفريديس وغيرها). في أوقات أخرى، كان تاريخ تخصيص "الاسم العبري المستعاد" لأحد المواقع محفوفًا بالأخطاء والارتباك، كما في حالة عراق المنشية، حيث تقع كريات جات الآن. في البداية، أطلق عليها اسم "تل جت"، بناءً على تعريف أولبرايت للموقع مع جت التوراتي. عندما وجد أنها تسمية خاطئة، تم تغيير الاسم إلى تل العريني، والذي وجد أيضًا أنه تسمية خاطئة لما كان يُعتقد أنه الاسم القديم للموقع.
وفقًا للبروفيسور فرجينيا تيلي، "تم اختراع مجموعة من السلطات العلمية واللغوية والأدبية والتاريخية والإنجيلية لتعزيز الانطباعات عن الانتماء اليهودي والحقوق الطبيعية في وطن يهودي مستمد من حق يهودي خاص في هذه الأرض، والذي من الواضح أنه قد احتلته شعوب كثيرة عبر آلاف السنين".
في وقت مبكر من عام 1920، تم إنشاء لجنة فرعية عبرية من قبل الحكومة البريطانية في فلسطين بهدف تقديم المشورة للحكومة بشأن النسخة الإنجليزية لأسماء المحليات وتحديد شكل الأسماء العبرية للاستخدام الرسمي من قبل الحكومة.

## لجنة تسمية الصندوق القومي اليهودي
في عام 1925، أنشأت مديرية الصندوق القومي اليهودي "لجنة أسماء المستوطنات"، بهدف إعطاء أسماء للمستوطنات اليهودية الجديدة المقامة على الأراضي التي اشتراها الصندوق القومي اليهودي. قادها مباشرة رئيس الصندوق القومي اليهودي مناحيم أوسيشكين. المجلس القومي اليهودي، من جانبهم، اجتمع في اجتماع في أواخر عام 1931، من أجل تقديم توصياته للحكومة البريطانية في فلسطين الانتدابية، من خلال اقتراح تعديلات على كتاب نشره المكتب الاستعماري البريطاني في فلسطين الذي حددت فيه مجموعة من المعايير المستخدمة عند الإشارة إلى أسماء الأماكن المترجمة من العربية والعبرية إلى الإنجليزية، أو من العربية إلى العبرية، ومن العبرية إلى العربية، بناءً على أسماء المواقع القديمة للبلاد. تم تنفيذ العديد من المقترحات نفسها التي قدمها المجلس القومي اليهودي في وقت لاحق، بدءًا من عام 1949 (لجنة الأسماء الجغرافية) وبعد ذلك بعد عام 1951، عندما أنشأ يشعياهو برس (عضو في المجلس الوطني اليهودي) لجنة التسمية الوطنية.

كتب ميرون بنفينستي أن الأسماء الجغرافية العربية أزعجت المجتمع اليهودي الجديد على سبيل المثال في 22 أبريل 1941 كتبت لجنة مستوطنات عميق زيفولون إلى المكتب الرئيسي للصندوق القومي اليهودي:
يتم عرض الأسماء التالية بكل مجدها: كرباسة، الشيخ الشمالي، أبو سرقوق، بستان الشمالي - كلها أسماء لا يهتم الصندوق القومي اليهودي بتخليدها في وادي زفولون. . . . نوصيك بإرسال رسالة دورية إلى جميع المستوطنات الواقعة على أراضي الصندوق القومي اليهودي في وادي زفولون ومحيطه المباشر وتحذيرهم من استمرار الممارسة المذكورة أعلاه [أي استخدام] الخرائط القديمة التي، من وجهات نظر مختلفة، تعتبر خطيرة للاستخدام.
بين عامي 1925 و 1948، أعطت لجنة التسمية في الصندوق القومي اليهودي أسماء 215 جالية يهودية في فلسطين. على الرغم من التغييرات الكاسحة التي طرأت على أسماء المواقع الجغرافية القديمة، إلا أنه تم الاحتفاظ بسجل لأسمائها القديمة على الخرائط القديمة.

### تفوق اللغة العربية
بحلول عام 1931، كانت القوائم المحددة في مكاتب البريد، واللافتات في محطات القطار وأسماء الأماكن المدرجة في دليل الهاتف، قد أزالت أي ذكر بالعبرية لـ "شكيم" (نابلس) و "الناصرة" و"ناحال سوريك " (وادي الصرار)، الأمر الذي أثار قلق المجلس القومي اليهودي من أن الحكومة البريطانية لفلسطين كانت متحيزة تجاه مواطنيها اليهود. ناحال سوريك، كان طريقاً ومعبراً رئيسيًا في السفر بالقطار من القدس إلى هارتوف.

## 1949: لجنة تحديد أسماء الأماكن في النقب
في أواخر عام 1949، بعد حرب فلسطين 1947-1949، أنشأت الحكومة الإسرائيلية الجديدة لجنة تعيين أسماء الأماكن في منطقة النقب، وهي مجموعة من تسعة باحثين كانت مهمتهم تحديد الأسماء العبرية للمدن والجبال والوديان والينابيع والطرق وغيرها في منطقة النقب. قرر رئيس الوزراء دافيد بن غوريون أهمية إعادة تسمية المنطقة في وقت سابق من العام، حيث كتب في مذكراته في يوليو: "يجب أن نعطي أسماء عبرية لهذه الأماكن - الأسماء القديمة، إذا كانت موجودة، وإذا لم تكن، نستحدث أخرى جديدة!"؛ حدّد بعد ذلك أهداف اللجنة برسالة إلى رئيس اللجنة:
نحن ملزمون بإزالة الأسماء العربية لأسباب تتعلق بالدولة. فكما أننا لا نعترف بملكية العرب السياسية للأرض، كذلك لا نعترف بملكيتهم الروحية وأسمائهم.
في النقب، كان هناك 333 اسمًا من أصل 533 اسمًا جديدًا والتي قررت اللجنة بشأنها ترجمة صوتية للأسماء العربية أو شبيهة بها. ووفقًا لبيفينيستي، فقد اعترض بعض أعضاء اللجنة على حذف أسماء الأماكن العربية، ولكن في كثير من الحالات طغت عليها اعتبارات سياسية وقومية.

## 1951: لجنة التسمية الوطنية
في مارس 1951، تم دمج لجنة الصندوق القومي اليهودي ولجنة النقب لتغطية جميع أنحاء إسرائيل. وأبدت اللجنة المدمجة الجديدة اعتقادها بأن "تهويد الأسماء الجغرافية في بلادنا [هو] قضية حيوية". كان العمل مستمرًا اعتبارًا من عام 1960. في فبراير 1960 كتب مدير هيئة مساحة إسرائيل، يوسف إلستر، "لقد تأكدنا من أن استبدال الأسماء العربية بالأسماء العبرية لم يكتمل بعد. يجب على اللجنة أن تملأ بسرعة ما هو مفقود، وخاصة أسماء الآثار". في أبريل 1951، تم تعيين إسحاق بن تسفي والدكتور بنيامين مازار في لجنة التسمية الوطنية.
بين عامي 1920 و 1990، حددت اللجان المختلفة أسماء عبرية لحوالي 7000 عنصر طبيعي في البلاد، منها أكثر من 5000 اسم مكان جغرافي، وعدة مئات كانت أسماء مواقع تاريخية، وأكثر من ألف كانت أسماء مستوطنات جديدة. وقد لاحظ فيلني ذلك منذ القرن التاسع عشر القرن، قدمت الكلمات والتعبيرات والعبارات التوراتية أسماء للعديد من المستوطنات والأحياء الحضرية والريفية في إسرائيل الحديثة.

بينما حلت أسماء العديد من المستوطنات اليهودية الحديثة محل أسماء القرى العربية القديمة والآثار (على سبيل المثال تحولت خربة جرفة إلى رجليت؛ وعلار أصبحت مطاع؛ وتحولت الطيرة إلى كفار حالوتسيم، وهي الآن باركيت، وما إلى ذلك)، دون ترك أي أثر لتسمياتها السابقة، وقد أظهر بنفنستي أن نصب هذه الأماكن القديمة لم يضيع تمامًا من خلال ممارسات الهيمنة:
ما يقرب من ربع القرى العربية البالغ عددها 584 التي كانت قائمة في الثمانينيات من القرن الماضي، لها أسماء أصولها قديمة - توراتية أو هلنستية أو آرامية.
اليوم، لا تشجع لجنة التسمية التابعة للحكومة الإسرائيلية إعطاء اسم لمستوطنة جديدة إذا كان لا يمكن إظهار اسمها على أنه مرتبط بطريقة ما بالمنطقة أو المنطقة المجاورة. ومع ذلك، فهو الحكم الوحيد المعتمد للأسماء، سواء كان للاسم صلة تاريخية بالموقع أم لا.

## الاتجاهات الحديثة
بحلول عام 2010، ظهر اتجاه لاستعادة أسماء الشوارع العربية الأصلية التي تم تحويلها إلى العبرية بعد عام 1948 في مناطق معينة من إسرائيل، ولا سيما المدن المختلطة بين اليهود والعرب.

## ببليوغرافيا عامة
- Adler, Elkan Nathan (2014). Jewish Travellers (بالإنجليزية). London: Routledge. OCLC:886831002. (first printed in 1930, translated from the original Hebrew)
- Amara، Muhammad (27 سبتمبر 2017). "Hebraization of Arabic Place Names". Arabic in Israel: Language, Identity and Conflict. Taylor & Francis. ISBN:978-1-351-66388-5.
- עזריהו، מעוז؛ Azaryahu، Maoz (2000). "Hebrew and Hebraicization in the Formation of Cultural Identity / עברית ועברות: היבטים של יצירת זהות תרבותית". Jewish Studies / מדעי היהדות. ج. 40: 77–88. JSTOR:23382506.
- Azaryahu، Maoz؛ Golan، Arnon (2001). "(Re)naming the landscape: The formation of the Hebrew map of Israel 1949–1960". Journal of Historical Geography. ج. 27 ع. 2: 178–195. DOI:10.1006/jhge.2001.0297.
- Azaryahu، Maoz؛ Kook، Rebecca (2002). "Mapping the nation: street names and Arab-Palestinian identity: three case studies". Nations and Nationalism. ج. 8 ع. 2: 195–213. DOI:10.1111/1469-8219.00046.
- Nijim، Basheer K.؛ Muammar، Bishara (1984). Toward the de-Arabization of Palestine/Israel, 1945-1977. Kendall/Hunt Pub. Co. ISBN:978-0-8403-3299-8. مؤرشف من الأصل في 2020-09-22.
- Benvenisti، Meron (1 مارس 2000). "The Hebrew Map". Sacred Landscape: The Buried History of the Holy Land since 1948. University of California Press. ص. 1–. ISBN:978-0-520-92882-4. مؤرشف من الأصل في 2022-12-21.
- Bitan، Hana (1992). "Government Names Committee". Eretz-Israel: Archaeological, Historical and Geographical Studies (بالعبرية). Israel Exploration Society. ج. 23: 366–370. JSTOR:23623609.
- British Colonial Office in Palestine (1931). Government of Palestine: Transliteration from Arabic and Hebrew into English, from Arabic into Hebrew, and from Hebrew into Arabic with transliterated lists of personal and geographical names for use in Palestine (بالإنجليزية). Jerusalem: Goldberg: Printing and Stationery Office. OCLC:748991995.
- Clermont-Ganneau، C.S. (1896). Archaeological Researches in Palestine During the Years 1873–1874. London: صندوق استكشاف فلسطين. ج. 2. مؤرشف من الأصل في 2023-04-20.
- Cohen، Saul B.؛ Kliot، Nurit (1992). "Place-Names in Israel's Ideological Struggle over the Administered Territories". Annals of the Association of American Geographers. ج. 82 ع. 4: 653–680. DOI:10.1111/j.1467-8306.1992.tb01722.x. JSTOR:2563694.
- Conder, Major C.R. (n.d.). Palestine (بالإنجليزية). New York: شركة دود وميد. OCLC:427481948. Archived from the original on 2022-04-19.
- Elitsur، Yoel (2004). Ancient Place Names in the Holy Land: Preservation and History. Hebrew University, Magnes Press. ISBN:978-1-57506-071-2. مؤرشف من الأصل في 2021-05-29.
- Gleichen, Edward (1920). "The Decisions of the Permanent Committee on Geographical Names on the Transliteration of Arabic Characters". The Geographical Journal (بالإنجليزية). الجمعية الجغرافية الملكية (with the Institute of British Geography). 56 (4): 308–313. DOI:10.2307/1781656. JSTOR:1781656.
- Gleichen, Edward, ed. (1925). First List of Names in Palestine - Published for the Permanent Committee on Geographical Names by the Royal Geographical Society (بالإنجليزية). London: الجمعية الجغرافية الملكية. OCLC:69392644.
- Hopkins, I.W.J. (1968). "Nineteenth-Century Maps of Palestine: Dual-Purpose Historical Evidence". Imago Mundi (بالإنجليزية). Imago Mundi Ltd. (Routledge). 22: 30–36. DOI:10.1080/03085696808592315. JSTOR:1150433.
- Kadman، Noga (7 سبتمبر 2015). "Naming and Mapping the Depopulated Village Sites". Erased from Space and Consciousness: Israel and the Depopulated Palestinian Villages of 1948. Indiana University Press. ISBN:978-0-253-01682-9.
- Layton، Scott C. (2018). Archaic Features of Canaanite Personal Names in the Hebrew Bible. BRILL. ISBN:978-9-004-36956-6. مؤرشف من الأصل في 2021-05-23.
- Kampffmeyer, Georg (1892). Alte Namen im heutigen Palästina und Syrien (Old names in what is now Palestine and Syria) (بالألمانية). Leipzig: Breitkopf & Härtel. OCLC:786490264.
- Maisler، B.؛ Ben-Zvi، Y.؛ Klein، S.؛ Press، Y. (1932). "A Memo of the Jewish National Council to the Government of Palestine on the Method of Spelling Transliterated Geographical and Personal Names, plus Two Lists of Geographical Names". Lĕšonénu: A Journal for the Study of the Hebrew Language and Cognate Subjects (بالعبرية). مجمع اللغة العبرية. ج. 4 ع. 3. JSTOR:24384308.
- Masalha، Nur (9 أغسطس 2012). "The Zionist Superimposing of Hebrew Toponymy". The Palestine Nakba: Decolonising History, Narrating the Subaltern, Reclaiming Memory. Zed Books Ltd. ISBN:978-1-84813-973-2.
- Masalha, Nur (2015), Settler-Colonialism, Memoricide and Indigenous Toponymic Memory: The Appropriation of Palestinian Place Names by the Israeli State, Journal of Holy Land and Palestine Studies, 14 (1). pp. 3–57. ISSN 2054-1988
- McGarvey، J.W. (2002). Lands of the Bible: A Geographical and Topographical Description of Palestine, with Letters of Travel in Egypt, Syria, Asia Minor, and Greece. Adamant Media Corporation. ISBN:978-1-4021-9277-7.
- Palmer، E. H. (1881). The Survey of Western Palestine: Arabic and English Name Lists Collected During the Survey by Lieutenants Conder and Kitchener, R. E. Transliterated and Explained by E.H. Palmer. Committee of the Palestine Exploration Fund. مؤرشف من الأصل في 2023-04-16.
- Peteet، Julie (2005). "Words as Interventions: Naming in the Palestine: Israel Conflict". Third World Quarterly. ج. 26 ع. 1: 153–172. DOI:10.1080/0143659042000322964. JSTOR:3993769. S2CID:144366247.
- Press, Michael D. (2014). "The Arabic Names of Tẹ̄l ʿẸ̄rānī and ʿIrāq el-Menšīye". Zeitschrift des Deutschen Palästina-Vereins (بالإنجليزية). Deutscher verein zur Erforschung Palästinas. 130 (2): 181–193. JSTOR:43664932.
- Ra'ad، Basem L. (15 أغسطس 2010). Hidden Histories: Palestine And The Eastern Mediterranean. Pluto Press. ISBN:978-0-7453-2831-7. مؤرشف من الأصل في 2022-04-19.
- Rainey, A.F. (1978). "The Toponymics of Eretz-Israel". Bulletin of the American Schools of Oriental Research (بالإنجليزية). دار نشر جامعة شيكاغو on behalf of The المدارس الأمريكية للبحث الشرقي. 231 (231): 1–17. DOI:10.2307/1356743. JSTOR:1356743. S2CID:163634741.
- Robinson، E.؛ Smith، E. (1860). Biblical Researches in Palestine and in the Adjacent Regions: A Journal of Travels in the year 1838. Boston: Crocker & Brewster. ج. 2. مؤرشف من الأصل في 2022-04-19.
- Schürer, E. (1891). Geschichte des jüdischen Volkes im Zeitalter Jesu Christi [A History of the Jewish People in the Time of Jesus Christ]. Geschichte de jüdischen Volkes im Zeitalter Jesu Christi.English (بالإنجليزية). Translated by Miss Taylor. New York: Charles Scribner's Sons. Vol. 1. Archived from the original on 2023-04-19.
- Sozomen; Philostorgius (1855). The Ecclesiastical History of Sozomen and The Ecclesiastical History of Philostorgius (بالإنجليزية). Translated by Edward Walford. London: Henry G. Bohn. ISBN:9780790565682. OCLC:224145372. Archived from the original on 2022-04-07.
- Tilley، Virginia (2005). The One-state Solution: A Breakthrough for Peace in the Israeli-Palestinian Deadlock. Manchester University Press. ISBN:978-0-7190-7336-6.
- Vilnay, Zev (1954). "Identification of Talmudic Place Names". The Jewish Quarterly Review (بالإنجليزية). University of Pennsylvania. 45 (2): 130–140. DOI:10.2307/1452901. JSTOR:1452901.
- Vilnay، Z. (1983). "Biblical Words which have Become Place-Names in Israel". Eretz-Israel: Archaeological, Historical and Geographical Studies (بالعبرية). Israel Exploration Society. 17 (A.J. Brawer Memorial Volume): 86–91. JSTOR:23619490.
- Zuckermann، Ghil'ad (2006). "Toponymy and Monopoly: One Toponym, Two Parents; Ideological Hebraization of Arabic Place-Names in the Israeli Language". Onoma. ج. 41: 163–184. DOI:10.2143/ONO.41.0.2119615.